# Дворец герцогов (Пезаро)
Дворец герцогов или Палаццо Дукале (итал. Il Palazzo Ducale di Pesaro) — дворец в стиле ренессанс в центре города Пезаро, административном центре провинции Пезаро-э-Урбино, регион Марке, Италия.
Здание построено на месте предыдущего строения, построенного, вероятно, в XIII или XIV веке по приказу представителей рода Малатеста, управлявших в этот период городом. Современный герцогский дворец был построен в XV веке синьором Пезаро Алессандро Сфорца и затем перешёл к семье Делла Ровере, владевшей городом до 1631 года. Герцог Франческо Мария I Делла Ровере в 1523—1532 годах заказал реконструкцию известному архитектору из Урбино Джироламо Дженге. Реконструкция продолжилась при сыне герцога Франческо Марии, Гвидубальдо II, под контролем сына Джироламо Дженги — Бартоломео Дженги, с участием архитектора Филиппо Терци, по чьему проекту было добавлено крыло дворца вдоль улицы Бариньяни.
С переходом в 1631 году земель герцогства от семьи Делла Ровере во владения пап, во дворце разместились папские легаты. После того, как в ходе Рисорджименто земли Папской области вошли в состав Королевства Италия, во дворце разместилась префектура. С 1920 по 1936 год здесь размещался местный музей, переехавший позднее в Палаццо Тоски Моска.